# Villa Teichmann
Die Villa Teichmann in Hude, Parkstraße 46, wurde im 20. Jahrhundert gebaut.

Das Haus wird heute als Wohn- und Bürohaus genutzt.
Das Gebäude steht unter Denkmalschutz (siehe auch Liste der Baudenkmale in Hude (Oldenburg)).

## Geschichte
Das zweigeschossige historisierende verputzte und verklinkerte quadratische Gebäude auf parkartigem Areal mit Krüppelwalmdächer mit Giebelgaube, wurde um 1900 im Landhausstil gebaut. Die differenzierte Gestaltung durch mehrere Flügelrisalite, seitlichen Haupteingang, Nebeneingänge, Sommergarten, Balkon, Loggia mit einer ionischen Säule, geschossteilende Gesimse, Bänderung auf Kämpferhöhe, Fensterrahmungen, Fachwerkteile und Kantenquaderung bestimmen gestalterisch das Haus.
Das Landesdenkmalamt befand: „... hat eine geschichtliche Bedeutung ... als beispielhaftes großbürgerliches, betont städtisches Wohnhaus des späten Historismus ...“